# The Light That Failed (1939)
The Light That Failed is een Amerikaanse dramafilm uit 1939 onder regie van William A. Wellman. Het scenario is gebaseerd op de gelijknamige roman uit 1891 van de Britse auteur Rudyard Kipling.

## Verhaal
De Britse kunstschilder Dick Heldar wordt langzaam blind door een verwonding aan zijn ogen. Hij is vastbesloten om het portret van zijn model Bessie Broke af te maken, voordat hij zijn gezichtsvermogen volledig kwijtraakt.

## Rolverdeling
| Acteur           | Personage         |
| ---------------- | ----------------- |
| Ronald Colman    | Dick Heldar       |
| Walter Huston    | Torpenhow         |
| Muriel Angelus   | Maisie            |
| Ida Lupino       | Bessie Broke      |
| Dudley Digges    | De Nijlgau        |
| Ernest Cossart   | Beeton            |
| Ferike Boros     | Mevrouw Binat     |
| Pedro de Cordoba | Mijnheer Binat    |
| Colin Tapley     | Gardner           |
| Ronald Sinclair  | Dick als jongen   |
| Sarita Wooton    | Maisie als meisje |
| Halliwell Hobbes | Arts              |
| Charles Irwin    | Soldaat           |
| Francis McDonald | George            |
| George Regas     | Cassavetti        |